# Napęd przedni

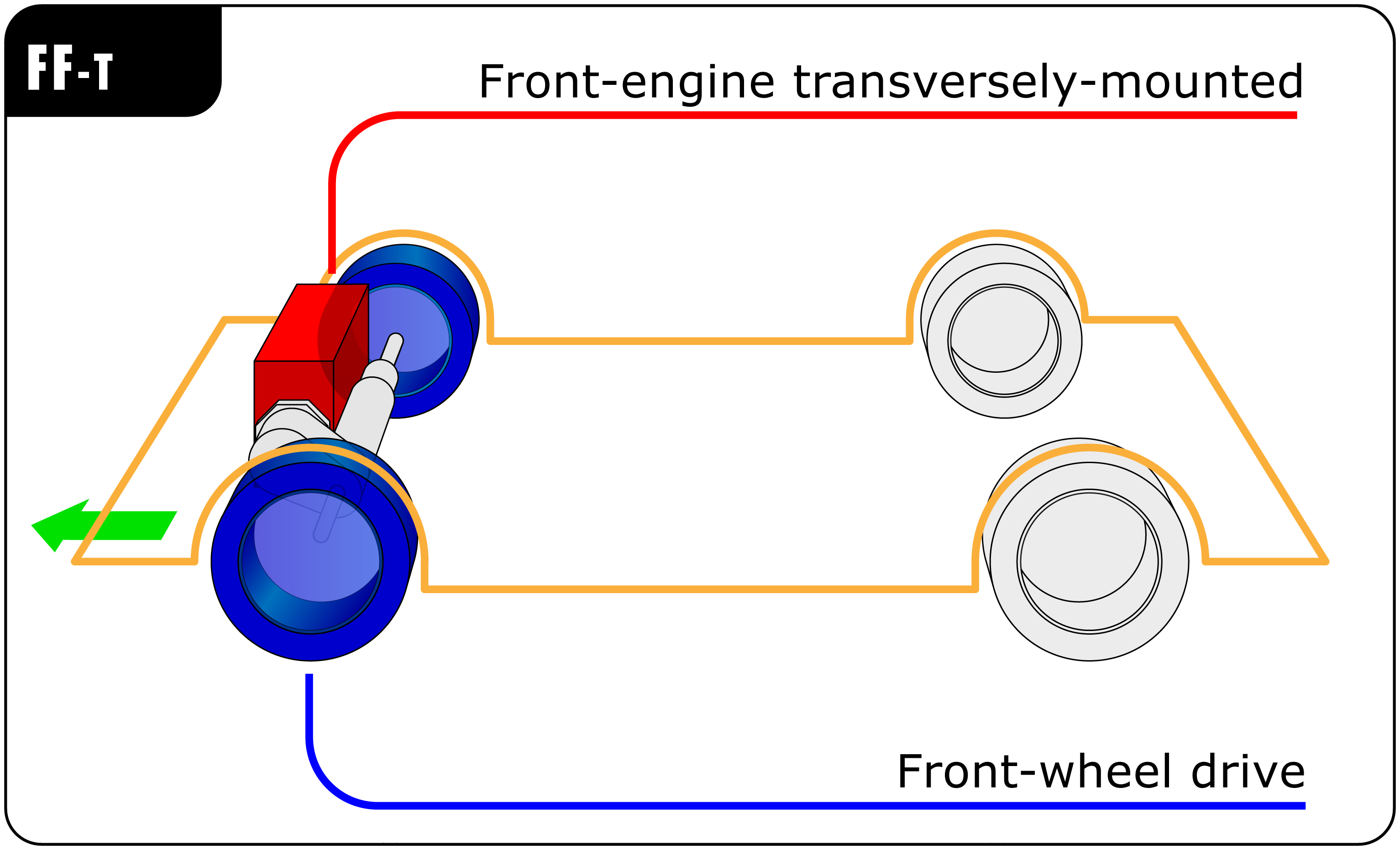
Napęd przedni, silnik (czerwony element) umieszczony poprzecznie do osi pojazdu

Napęd przedni (ang. FWD – Front Wheel Drive) – rodzaj przeniesienia napędu stosowany w pojazdach silnikowych, moment obrotowy przekazywany jest na przednią oś pojazdu. Jedynym rozwiązaniem stosowanym przy przednim napędzie jest umieszczenie silnika z przodu pojazdu. Sam silnik zaś, może być umieszczony:
- wzdłużnie do osi pojazdu, lub
- poprzecznie do osi pojazdu.

## Historia
W 1904 roku J. Walter Christie uzyskał US Patent No. 761 657 chroniący rozwiązania przedniego napędu. Był on konstruktorem kilku samochodów wyścigowych posiadających przedni napęd. W 1911 J. Walter Christie założył firmę Front - Drive Motor Company, produkującą ciężarówki przeznaczone do transportu sprzętu gaśniczego. W 1929 roku firma Cord zastosowała przedni napęd w luksusowym samochodzie L-29. Jako pierwsza produkcję wielkoseryjną aut z przednim napędem rozpoczęła firma Citroën. Citroën Traction Avant bez większych zmian był produkowany w latach 1934–1957. Kolejno popularność zyskały przednionapędowe modele 2CV i DS.  Do popularyzacji przedniego napędu przyczyniły się sukcesy sportowe samochodów Mini produkowanych przez British Motor Corporation. Obecnie przedni napęd posiada większość samochodów z segmentów od A do D. Pierwszym produkowanym seryjnie w Polsce samochodem posiadającym przedni napęd była Syrena.

## Konstrukcja
Silnik, przekładnia główna i skrzynia biegów stanowią jeden zespół, który umieszczony jest przed, nad lub za przednią osią. Dzięki tak zwartej konstrukcji możliwe jest uzyskanie samochodu krótszego o 10–30 cm w porównaniu z samochodem z klasycznym układem napędowym lub pozwala to na uzyskanie odpowiednio więcej miejsca w przedziale bagażowym.

## Zalety i wady

### Zalety
- podsterowna charakterystyka podczas jazdy na zakręcie i w związku z tym większa zdolność kontroli pojazdu przy małych i średnich prędkościach
- dobra zdolność pokonywania wzniesień przy małym obciążeniu
- prosta konstrukcja tylnego zawieszenia
- ze względu na brak wału napędowego uzyskana jest krótsza droga momentu napędowego oraz wykonanie płaskiej podłogi nadwozia
- mała wrażliwość na wiatr boczny
- niższe koszty produkcji
- przestronniejsze wnętrze
- mniejsza masa
- większa sprawność (tylko w przypadku układu z silnikiem umieszczonym poprzecznie do osi pojazdu) w porównaniu do innych typów napędu na drodze przekazania napędu na koła

### Wady
- przy całkowitym obciążeniu pogorszenie zdolności rozpędzania i pokonywania wzniesień na mokrej i śliskiej nawierzchni
- konieczność przenoszenia przez zawieszenie zespołu napędowego momentu silnika pomnożonego przez całkowite przełożenie układu napędowego
- przy gwałtownym przyśpieszeniu podczas wchodzenia w zakręt, podsterowny charakter prowadzenia staje się bardzo niebezpieczny, samochód mimo skręconych kół ma tendencję do kontynuowania jazdy na wprost
- przy dużym obciążeniu przedniej osi wymagane jest duże przełożenie przekładni kierowniczej
- obciążenie kół zarazem kierowanych i napędzanych
- w przypadku dużych mocy silnika (więcej niż ~200 KM) gwałtownym przyspieszeniom towarzyszy, nieprzyjemne dla kierowcy, odczucie „wyrywania” kierownicy z rąk
- gorszy w porównaniu do napędu klasycznego dostęp do elementów podczas naprawy, jak i ich większa komplikacja
- niekorzystny rozkład masy na osie